# Liptovská Osada
Liptovská Osada – wieś i gmina (obec) w powiecie Rużomberk, kraju żylińskim, w północnej Słowacji. Wieś lokowana w roku 1649. 

## Położenie
Znajduje się po południowej stronie miasta Rużomberk (słow. Ružomberok) w Dolinie Rewuckiej (Revúcka dolina), między wzniesieniami Wielkiej Fatry i Niżnych Tatr. Przez wieś przepływa rzeka Revúca, do której w obrębie zabudowanego obszaru wsi uchodza potoki Korytnica i Lúžňanka. Przez wieś przechodzi europejska trasa E77. W Liptowskiej Osadzie odgałęziają się od niej drogi do wsi Liptovské Revúce, Liptovská Lúžna i do Korytnica-kúpele (część wsi Liptovská Osada).